# Анте Параџик
Анте Параџик (10. фебруар 1943 — 21. септембар 1991) је био хрватски десничарски политичар и дисидент из комунистичког доба. Параџик је био један од оснивача Хрватске странке права.

## Биографија
Параџик је рођен 1943. године у Љубушком. Његов отац је нестао 1945. године као припадник оружаних снага НДХ. Након завршене основне и средње школе у Љубушком, Параџик је уписао Правни факултет у Сплиту, а потом је наставио студије права на Свеучилишту у Загребу. Пореклом из сиромашне породице, Параџик је лети повремено радио као физички радник. Волонтирао је и у омладинским радним акцијама, три пута стекао звање ударника. 
Године 1968. Параџик је изабран у одбор Уније студената Хрватске (хрв. Savez studenata Hrvatske, SSH) на Правном факултету у Загребу, а у мају 1971. изабран је за председника ССХ, убрзо након уласка у Савез комуниста Хрватске. 
Параџик је проучавао социјална права и радио про боно, а залагао се и за социјалну правду. 19 година је био без пасоша и лишен људских права,  након што је учествовао у Хрватском пролећу 1971. године. Након завршетка Хрватског прољећа, затворен је, а пуштен након распада Социјалистичке Републике Хрватске 1990. године.

## Активност 1990-их
Параџик је био један од обновитеља Хрватске странке права 25. фебруара 1990. године. Изабран је и за потпредседника странке и челника Ратног заповедништва Хрватских обрамбених снага (ХОС).
Анте Параџик је био веома опасан за владу Фрање Туђмана као вође паравојних Хрватских одбрамбених снага, противећи се сваком компромису са српским представницима у сукобу. Залагао се за хрватску државност и независност, уједињујући оно што је сматрао хрватским историјским и етничким земљама: Хрватску, Босну и Херцеговину и Срем.
Доброслав Парага је на оснивачком састанку Хрватских одбрамбених снага објаснио да је Хрватска странка права организовала наоружане добровољачке одреде чији су се борци већ борили на првој линији ватре у критичним подручјима Хрватске. Параџик је оптужио хрватску владу за поделу хрватских земаља у преговорима са Слободаном Милошевићем и додао да њихова странка (Хрватска странка права) неће признати никакву поделу Босне и Херцеговине. Они су на састанку лидера Хрватске странке права са званичницима Албаније и Бугарске усвојили повељу о стварању антихегемонистичке коалиције покрета и партија Албанаца, Бугара и Хрвата, са циљем да Србију гурну у границе из 1912. године.

## Смрт
Данима пре атентата на Параџика, министар одбране Хрватске Иван Векић поручио је Параги и Параџику да наложе Хрватским одбрамбеним снагама да прекину блокаду касарне Југословенске народне армије или да се суоче са разоружавањем од стране Министарства унутрашњих послова. Параџик је убијен испред зграде Министарства унутрашњих послова Хрватске 21. септембра 1991. године. Слободан Милошевић је након његовог убиства тражио (на мировној конференцији одржаној у Хагу у новембру 1991) да Фрањо Туђман разоружа Хрватске обрамбене снаге, а убрзо потом Туђман је издао наредбу за разоружавање Хрватских обрамбених снага и забрану Хрватске странке права, као и Српске демократске странке. Иако су хрватске одбрамбене снаге биле формално разоружане, оне су наставиле бити активне у рату за отцепљење Хрватске. Последња јединица је распуштена 5. априла 1993. у средњој Босни.
Параџик је био ожењен и имао троје деце. Кум му је био Дражен Будиша, хрватски либерални политичар и учесник Хрватског пролећа.